# К-550 «Александр Невский»
К-550 «Александр Невский» — российская атомная подводная лодка стратегического назначения 4-го поколения. Второй корабль проекта 955 «Борей», назван в честь великого князя Александра Ярославича Невского.

## История строительства
К-550 «Александр Невский» был заложен 19 марта 2004 года под заводским номером 202 в цехе № 55 ПО «Севмаш». Для ускорения строительства был использован задел ПЛ проекта 971 «Щука-Б» К-333 «Рысь». В апреле 2007 года готовность оценивалась в 50 %. Контроль за строительством осуществляло 1059-е Военное представительство Министерства обороны РФ, начальник — Дмитрий Максуров.

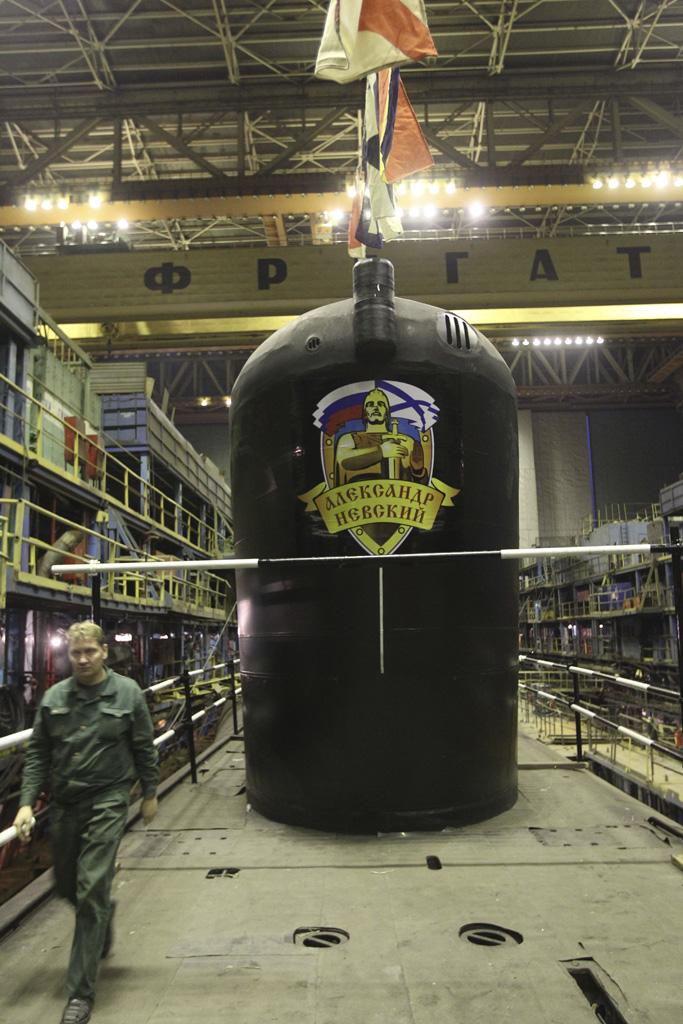
К-550 на Севмаше перед выводом из цеха, 2010 год

1 сентября 2007 года приказом Президента России был сформирован экипаж.
В 2008—2009 годах установлены приборы 1Э и 1М4, ГАК «Иртыш-Амфора-Борей» таганрогского завода «Прибой».
В ночь с 30 ноября на 1 декабря 2010 года состоялся вывод ПЛАРБ К-550 «Александр Невский» из цеха в плавдок «Сухона». 6 декабря 2010 года «Александр Невский» был спущен на воду, а 13 декабря 2010 года стоящий у достроечного причала подводный крейсер, посетил В. В.Путин и поздравил экипаж с началом испытаний.
15 сентября 2011 года в Троице-Сергиевой лавре освящен походный храм (иконостас) атомной подводной лодки «Александр Невский» Тихоокеанского флота России, изготовленный по заказу регионального благотворительного общественного Фонда помощи ветеранам и инвалидам силовых структур «Омофор». В октябре 2011 года К-550 «Александр Невский» под командованием капитана 1-го ранга Василия Танковида приступил к ходовым испытаниям. 22 октября 2011 года лодка вышла на первые ходовые испытания.
28 октября 2013 года завершена морская часть Государственных испытаний. 8 ноября 2013 года АПЛ полностью завершила государственные испытания. За время испытаний корабль совершил 14 выходов в море и прошёл 16 тысяч морских миль. 23 декабря 2013 года состоялась торжественная передача АПЛ флоту.

## История службы

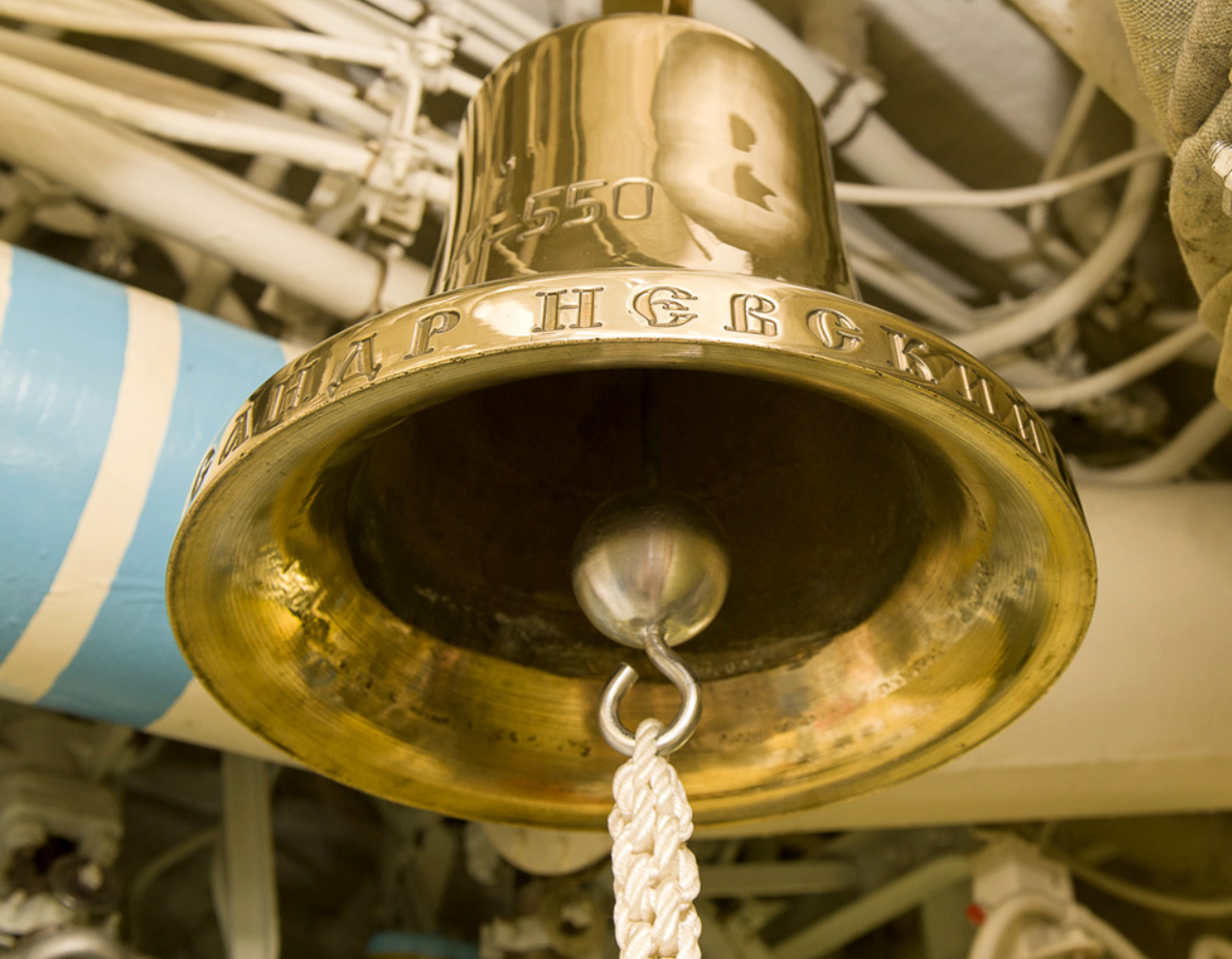
Рында на АПЛ Александр Невский

Принятие лодки на вооружение планировалось на август 2012 года, затем было перенесено на начало 2013 года. В октябре-ноябре 2013 года, до принятия корабля на вооружение, с его борта планировалось осуществить два пуска «Булавы». Первый пуск был произведён 6 сентября 2013 года в акватории Белого моря и завершился неудачно. Ракета, которая должна была поразить цель на полигоне Кура на Камчатке, штатно вышла из пускового контейнера, однако на второй минуте полета в работе её бортовой системы произошёл сбой. Нареканий к работе самой подводной лодки не было.
23 декабря 2013 года на подводном крейсере К-550 «Александр Невский» был поднят Андреевский флаг. Корабль был зачислен в состав 25-й дивизии подводных лодок Тихоокеанского флота базирующихся на Вилючинск. Бортовой номер — 819.
28 ноября 2014 года успешный подводный пуск Р-30 «Булава» в Баренцевом море по полигону Кура на Камчатке.
Весной 2015 года подводная лодка вошла в состав боеготовых сил ВМФ России.
30 сентября 2015 года подводная лодка пришла в Вилючинск, совершив межфлотский переход под управлением капитана 1-го ранга Василия Танковида протяженностью 4,5 тысячи морских миль из Гаджиево.
В ноябре 2016 года подводная лодка успешно завершила первую автономную боевую службу на Тихоокеанском флоте и вернулась в пункт постоянного базирования подводных сил Вилючинск.
В сентябре 2020 года К-550 успешно завершил боевую службу в Тихом океане.

## Командиры
Первый экипаж
- 2007—2016: капитан 1-го ранга Василий Юрьевич Танковид — командир во время трансарктического перехода, с 2016 года — начальник штаба и заместитель командира 25-й дивизии подводных лодок[19]
- 2016—2017: капитан 1-го ранга Дмитрий Владимирович Нестеров, с 2017 года — заместитель командира 25-й дивизии подводных лодок[19]
- 2017—н. в.: капитан 2-го ранга Сергей Викторович Мокеев[19]

Второй экипаж
- 2007—2015: Д. В. Нестеров
- 2015—2017: М. Е. Петров
- 2017—2019: В. Ю. Артемов
- 2019—2022: капитан 2-го ранга Виктор Иванович Лыхин[19]